# PGC 38301
LEDA/PGC 38301 ist eine Spiralgalaxie vom Hubble-Typ Sb im Sternbild Hydra südlich der Ekliptik. Sie ist schätzungsweise 93 Millionen Lichtjahre von der Milchstraße entfernt und bildet gemeinsam mit zehn weiteren Galaxien die IC 764-Gruppe (LGG 271).

Im selben Himmelsareal befinden sich die Galaxien IC 2996, IC 3010, IC 3015.